# Шуйський Юрій Дмитрович
Юрій Дмитрович Шуйський (*24 лютого 1942, Новоросійськ) — український географ, вчений  у галузі океанології, геоморфології та берегознавства.

## Біографія
Ю. Д. Шуйський народився 24 лютого 1942 року у Новоросійську.
В 1964 році закінчив географічний факультет Одеського державного університету імені І. І. Мечникова.
У 1970 році захистив дисертацію "Особливості прибережно-морських розсипів Східної Балтики у зв'язку з режимом вздовжберегових потоків наносів" 6на здобуття наукового ступеня кандидата географічних наук. В 1985 році захистив дисертацію "Сучасний баланс наносів у береговій зоні морів" на здобуття наукового ступеня доктора географічних наук. У 1986 році присвоєно вчене звання професора.
З 1971 року викладає в Одеському національному університеті імені І. І. Мечникова, обіймає посаду професора кафедри фізичної географії та природокористування.  В 1996 - 1997 роках виконував обов'язки проректора з міжнародного співробітництва та зовнішньоекономічної діяльності.

## Наукова і педагогічна діяльність
Розробив теорію балансу осадового матеріалу в береговій зоні світового океану, теорію абразійних і акумулятивних форм берегового рельєфу. Свторив методику розрахунку швидкостей підводної абразії і числового визначення розмірів пляжів. Організував багаторічний моніторинг динаміки берегів України. Є автором понад 200 наукових праць.
Під його керівництвом були захищені дисертації:
10 кандидатських дисертації, серед яких:
- Добров Л. М. «Распределение наносов в устье судоходного водотока (на примере Килийского рукава дельты Дуная)», 1986.
- Акель Алі Акель «Анализ природных явлений для целей рационального природопользования на Северо-западных берегах Черного моря», 1993.
- Давидов О. В. «Структура та природоохоронне значення вітроприсушних берегів на Чорному морі», 2004.
- Муркалов О. Б. «Морфологія та динаміка піщаних пляжів у береговій зоні Чорного моря», 2013. .

11 докторських дисертації, серед яких:
- Нгуен Ван Ки «Динамика устьевых областей рек Социалистической Республики Вьетнам», 1990.
- Вихованець Г. В. «Сучасний еоловий морфогенез у береговій зоні морів», 2004.
- Холопцев О. В. «Аналіз та прогноз природних складових сучасної просторово-часової мінливості ландшафтних комплексів рівнинної України», 2010.
- Берлінський М. А. «Антропогенний вплив на фізико-географічну систему гирлової області крупної річки (на прикладі гирла Дунаю)», 2013.

Фундатор наукової школи: Теоретичне та практичне берегознавство.
Навчальна діяльність:
Викладає фундаментальні дисципліни: "Загальна геоморфологія, Історія та методологія географічних наук", "Філософія довкілля та природокористування", "Методика фізико-географічних досліджень"; факультативні дисципліни: "Загальна океанологія", "Основи лімнології", "Методологія наукового пошуку".

## Відзнаки та почесні звання
- Почесний член Геологічного дружества Болгарії.
- Почесний член Берегового товариства США.
- Академік Національної академії наук США в Нью-Йорку.
- Двічі лауреат Державного фонду ім. Фулбрайта (США).
- Лауреат «Золотої Медалі для України» від Міжнародної Асоціації вчених.
- Кавалер нобелевського Ордена «Почесних Амбасадорів» за особливі заслуги перед людством Землі (НК).
- Кавалер Золотої Медалі «Науково-освітня еліта України».
- Почесний член Українського Географічного товариства.

## Наукові праці
Монографії:
- Шуйський Ю. Д. Походження та історія розвитку Світового океану. — Одесса: Астропринт, 1999. — 200 с.
- Шуйський Ю. Д. Типи берегів Світового океану. — Одесса: Астропринт, 2000. — 480 с.
- Шуйский Ю. Д. Зарождение и развитие географической науки в античном мире. — Одесса: Феникс, 2004. — 91 с.
- Палієнко В. П., Шуйський Ю. Д., Матушко А. В. та ін. Сучасна динаміка рельєфу України // Під ред. В. П. Палієнко. — Київ: Наукова думка, 2005. — 268 с.
- Шнюков Е. Ф., Митропольский А. Ю., Шуйский Ю. Д., Выхованец Г. В. и др. Атлас охраны природы Черного и Азовского морей // Гл. ред. Л. И. Митин. — Санкт-Петербург: ГУНиО МО РФ, 2006. — 434 с.
- Шуйский Ю. Д. Географическая наука в античном мире и в период Средневековья. — Одесса: Изд-во ВМВ, 2008. — 180 с.
- Шуйський Ю. Д., Выхованець Г. В. Океанографічний атлас Чорного та Азовського морів. — Київ: ДУ Держгідрографія, 2009. — 356 с. — Автори розділу № 2.2: «Берегова зона Чорного та Азовського морів», С. 41 — 68.
- Черкез Є. А., Біланчин Я. М., Красєха Є. Н., Ларченков Є. П., Топчієв О. Г., Шуйський Ю. Д. Науки про Землю в Одеському (Новоросійському) університеті. — Одеса: Астропринт, 2010. — 103 с.
- Шуйский Ю. Д., Выхованец Г. В. Природа Причерноморских лиманов. — Одесса: Астропринт, 2011. — 275 с.
- Шуйский Ю. Д. Физическая география устьевой области Днестра. — Одесса: Астропринт, 2013. — 325 с.

Посібники:
- Шуйський Ю. Д. Физико-географическое прогнозирование и эксперитиза (учебное пособие): Часть 1. — Одесса: Кратопринт и К°, 2001. — 107 с.
- Шуйский Ю. Д., Выхованец Г. В. Программа и природная характеристика объектов учебной зональной физико-географической практики (для студентов II курса дневного отделения). — Одесса: Феникс, 2006. — 66 с.
- Шуйський Ю. Д., Стоян О. О. Географія корисних копалин Світового океану: походження, формування, поширення (текст лекцій). — Одеса: Фенікс, 2014. — 148 с.
- Шуйский Ю. Д., Выхованец Г. В., Муркалов А. Б., Гижко Л. В. Практикум по береговедению: методическое пособие для студентов-физико-географов. — Одесса: Бахва, 2014. — 84 с.